# Șercaia
Șercaia é uma comuna romena localizada no distrito de Brașov, na região histórica da Transilvânia. A comuna possui uma área de 92.65 km² e sua população era de 3116 habitantes segundo o censo de 2007.

## Aldeias
Șercaia, Hălmeag, Vad

## Personalidades
- Alexandru N. Ciurcu (n. 1854, Șercaia, - d. 1922, Bucareste), inventor, publicista